# Гі Вандерміссен
Гі Вандерміссен (фр. Guy Vandersmissen, нар. 25 грудня 1957, Тонгерен) — бельгійський футболіст, що грав на позиції півзахисника, зокрема за «Стандард» (Льєж), а також національну збірну Бельгії.
Дворазовий чемпіон Бельгії. Володар Кубка Бельгії. Дворазовий володар Суперкубка Бельгії. 

## Клубна кар'єра
У дорослому футболі дебютував 1978 року виступами за команду «Стандард» (Льєж), в якій провів дванадцять сезонів, взявши участь у 370 матчах чемпіонату.  Більшість часу, проведеного у складі «Стандарда», був основним гравцем команди. За цей час двічі виборював титул чемпіона Бельгії.
Протягом 1990—1991 років захищав кольори клубу «Жерміналь-Екерен», а завершував ігрову кар'єру у команді «Моленбек», за яку виступав протягом 1992—1997 років.

## Виступи за збірну
1982 року дебютував в офіційних матчах у складі національної збірної Бельгії. Протягом кар'єри у національній команді, яка тривала 6 років, провів у її формі 17 матчів.
У складі збірної був учасником чемпіонату світу 1982 року в Іспанії, де взяв участь у чотирьох з п'яти матчів своєї команди.

## Титули і досягнення
- Чемпіон Бельгії (2):

«Стандард» (Льєж): 1981/82, 1982/83
- Володар Кубка Бельгії (1):

«Стандард» (Льєж): 1980/81
- Володар Суперкубка Бельгії (2):

«Стандард» (Льєж): 1981, 1983